# College Fjord

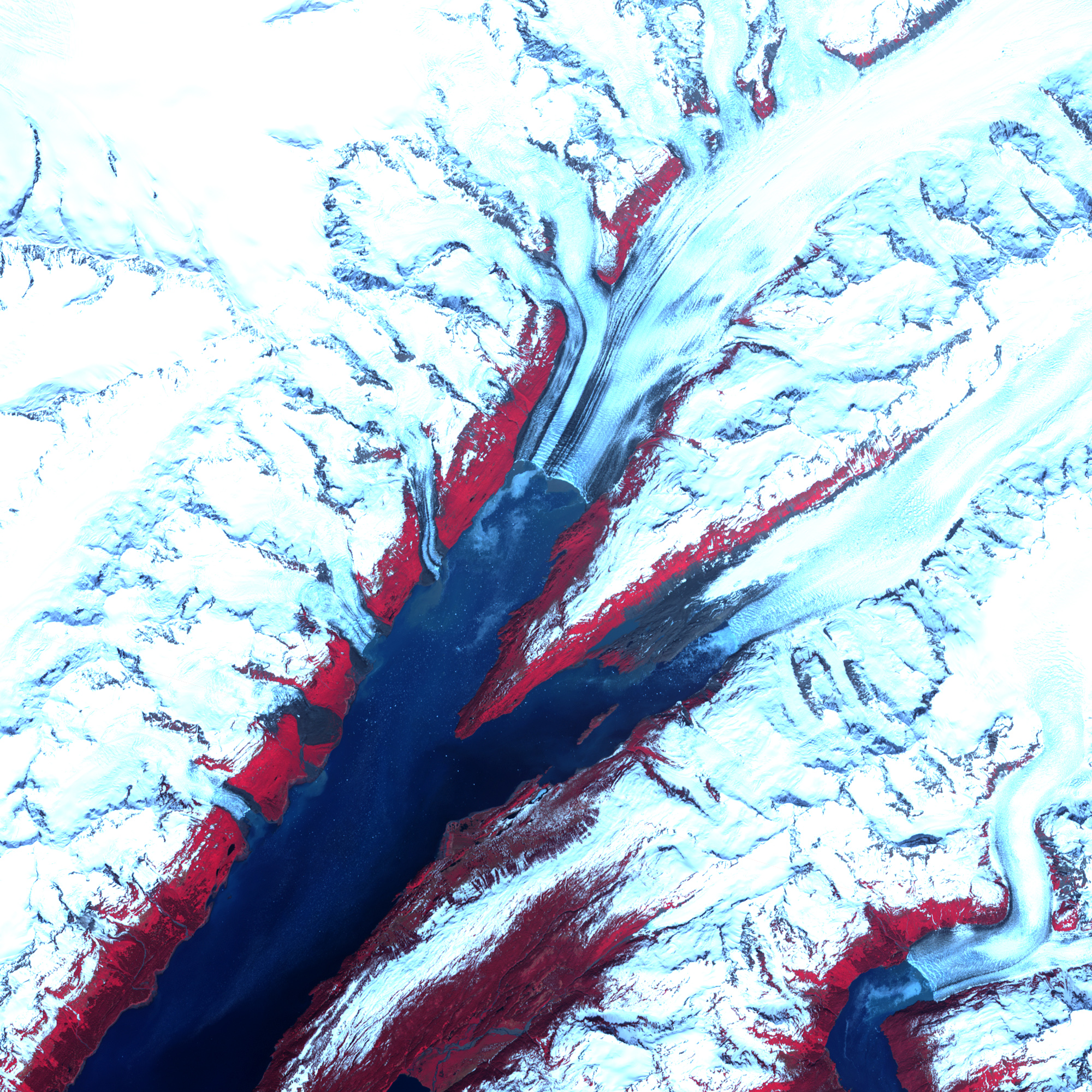
College Fjord avbildad i synligt och infrarött ljus. Vegetation är rött, snö och is är vitt och ljusblått. Isberg kan ses i fjorden som små prickar.

College Fjord är en fjord i den norra delen av Prince William Sound i Alaska som är en populär destination för kryssningsfartyg. Fjorden innehåller fem tidvattenglaciärer (glaciärer som slutar i havet), fem stora dalglaciärer och flera tiotal mindre glaciärer. 
Fjorden upptäcktes 1899 av Harrimanexpeditionen då glaciärerna också namngavs. Expeditionen omfattade både en Harvard- och en Amherstprofessor vilka namngav något dussin av de olika glaciärerna efter framstående universitet på USA:s östkust. På nordvästsidan av fjorden namngavs glaciärerna efter universitet för kvinnor som Smith, Bryn Mawr, Vassar, Barnard och Holoyke. På sydöstra sidan namngavs glaciärerna efter universitet för män som Harvard, Yale, Amherst och Dartmouth. Enligt Bruce Molina, författare av boken Alaska's Glaciers, "fann de mycken glädje i att ignorera Princeton". 
Vissa av glaciärerna har dragit sig tillbaka sedan Harrimanexpeditionen. Dock inte den största av dem, Harvard Glacier, som fortfarande avancerar nerför fjorden samtidigt som den kalvar många ton is i vattnet varje dag.
1964 var College Fjord epicentrum för Långfredagsskalvet i Alaska, det kraftigaste jordskalvet någonsin i USA:s historia och ett av mycket få i världen med över 9 på Richterskalan.

## Ofullständig lista på glaciärer i College Fjord
- Amherst Glacier
- Baby Glacier
- Barnard Glacier
- Bryn Mawr Glacier
- Columbia Glacier
- Crescent Glacier
- Dartmouth Glacier
- Downer Glacier
- Harvard Glacier
- Holyoke Glacier
- Smith Glacier
- Vassar Glacier
- Wellesley Glacier
- Williams Glacier
- Yale Glacier